# Emili Ferrer i Espelt
Emili Ferrer i Espelt (Barcelona, 1899 - 1970) va ésser un dibuixant, decorador i escenògraf.
Col·laborà en nombroses publicacions de Barcelona i Madrid, però principalment a la revista D'Ací i d'Allà i La Veu de Catalunya. Es dedicà també a la publicitat i a la decoració d'interiors. Col·laborà amb l'arquitecte Francisco Urcola en la decoració del teatre Reina Victoria de Sant Sebastià. Fou un dels primers decoradors que es dedicaren a l'escenografia cinematogràfica. A la postguerra, efectuà, juntament amb Francesc Fontanals i Mateu, les exuberants decoracions dels populars espectacles d'Els Vienesos.